# Лангерхансови острови
Лангерхансови острови (insulae pancreaticae) ca разположени в задстомашната жлеза (панкреас). Тя секретира три основни хормона - инсулин, глюкагон и соматостатин. И трите хормона при отделянето си през капилярните стени навлизат в кръвта.
През 1869 г. Паул Лангерханс, студент по медицина в Берлин, идентифицира при наблюдение под микроскоп за пръв път тъканни бучки в панкреаса, наречени по-късно на негово име. В един нормален панкреас има около 1 милион Лангерхансови острови. В Лангерхансовите острови се наблюдават 4 вида клетки- Алфа клетки, Бета клетки, Делта клетки и С-клетки. Лангерхансови острови.
.